# دوقية منتوة
دوقية مَنْتُوَة أو مَنْتُوَا أو (نقحرة: مانتوفا) كانت دوقية في لومبارديا شمال إيطاليا خاضعة للإمبراطورية الرومانية المقدسة.